# Boa leśny

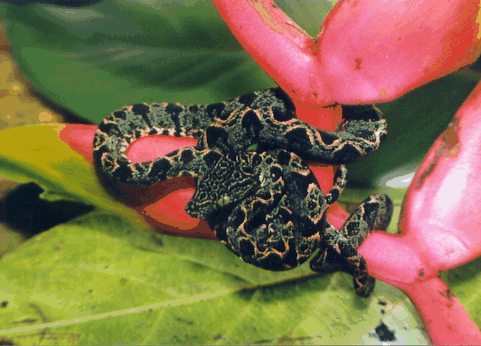
Młody osobnik

Boa leśny (Corallus hortulana) – gatunek węża z rodziny dusicielowatych (Boidae).

## Wygląd
Średniej długości wąż. Ciało smukłe, wyraźna głowa, oko z pionową źrenicą. Posiada długie, zakrzywione ku tyłowi zęby; jak wszystkie dusiciele jest niejadowity. Umaszczenie bardzo różnorodne, najczęściej brązowe lub szare. Poza różnicą w wielkości dymorfizm płciowy niemal nie występuje. 

## Występowanie
Ameryka Południowa. Żyją w lasach, na drzewach. Na terenie państw: Kolumbia, Wenezuela, Gujana, Surinam, Gujana Francuska, Brazylia, Ekwador, Peru i Boliwia.

## Tryb życia
Nocny tryb życia. Żywi się głównie gryzoniami i ptakami. Żyje 12 do 20 lat.